# O.G. Anunoby

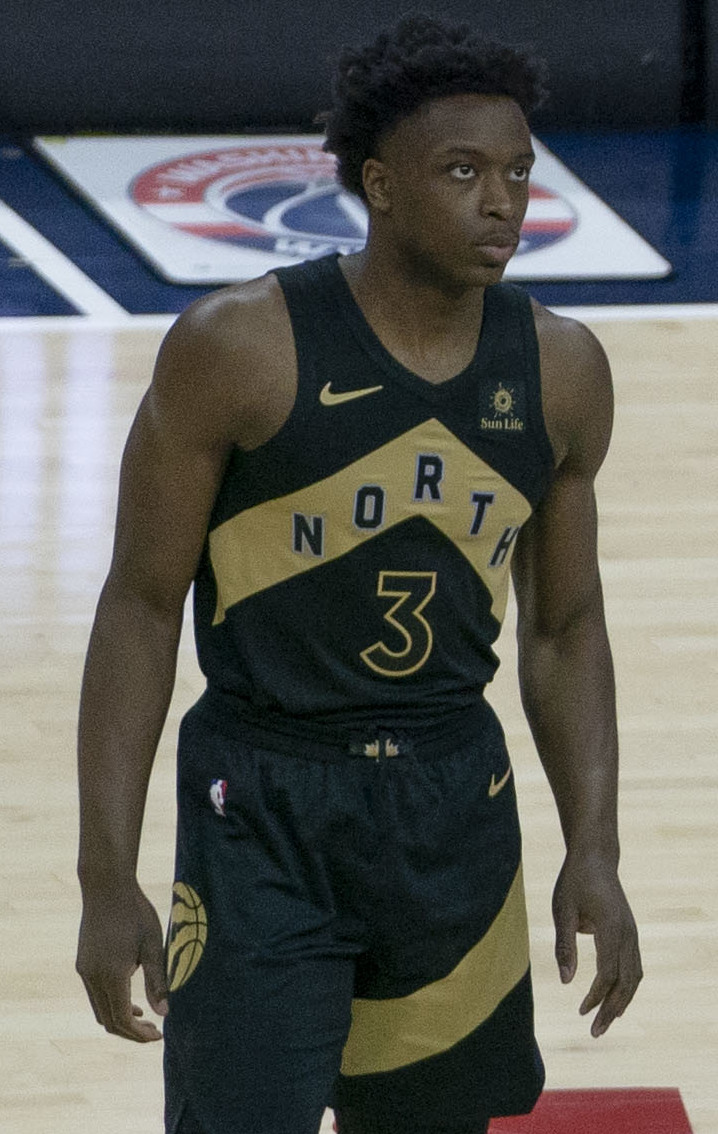
O.G. Anunoby, 2018.

Ogugua "O.G." Anunoby, född 17 juli 1997 i London i England, är en brittisk professionell basketspelare (SF) som spelar för New York Knicks i National Basketball Association (NBA). Han har tidigare spelat för Toronto Raptors.
Anunoby draftades av Toronto Raptors i första rundan i 2017 års draft som 23:e spelare totalt.
Innan han blev proffs studerade Anunoby vid Indiana University Bloomington och spelade för deras idrottsförening Indiana Hoosiers.